# Коническая зубчатая передача
Коническая зубчатая передача — зубчатая передача, состоящая из двух зубчатых колёс, оси которых пересекаются. В первую очередь применяется для передачи мощности вращением под углом, при условии взаимной угловой неподвижности обоих осей в пространстве. Также может выполнять функцию механического редуктора. 
Основополагающим документом, устанавливающим применяемые в науке, технике и производстве термины, определения и обозначения понятий, относящихся к геометрии и кинематике конических зубчатых передач с постоянным передаточным отношением, является действующий на 2020 год ГОСТ 19325-73.

## Особенности
Для подавляющего большинства используемых конических зубчатых передач применяется эвольвентное зацепление. По сравнению с червячной передачей, также позволяющей изменить угол помимо угловой скорости и момента, коническая зубчатая передача обладает заметно более высоким механическим КПД (и не склонна к перегреву, в отличие от червячной), однако, как и цилиндрическая зубчатая передача, коническая также работает шумно, и имеет малое передаточное отношение на ступень по сравнению с червячной.  
Редукторы с конической передачи чаще всего выполняются либо одноступенчатыми, либо делаются со ступенями цилиндрической передачи (цилиндро-конические редукторы), причём, чаще всего именно входной вал представляет собой вал-шестерню с конической шестернëй. 